# Верификација
Верификација је процес доказивања истине или неке тврдње, поставке, хипотезе и сл. Изводи се на више начина од којих су експериментални докази највалиднији.